# Mistrzostwa Polski w pływaniu długodystansowym w płetwach 2020
Mistrzostwa Polski w pływaniu długodystansowym w płetwach 2020 – zawody pływania w płetwach, które odbyły się 6 września 2020 roku we Wdzydzach. Zawody przeprowadzono na jeziorze Wdzydzkim, a zawodnicy rywalizowali w dwóch konkurencjach w każdej z kategorii wiekowych oraz w jednej sztafecie również w każdej kategorii wiekowej. Ze względu na niską temperaturę jeziora, która wynosiła około 17 °C, zdecydowano się skrócić dystanse zawodów o połowę.

## Medaliści Mistrzostw Polski

### Kategoria A

#### Mężczyźni
| Konkurencja    | Złoto                                     | Srebro                               | Brąz                                    |
| Bi-fins        |                                           |                                      |                                         |
| 1600 metrów    | Szymon Kropidłowski UKS Manta Kościerzyna | Kacper Jurczak OSN Amfiprion Olecko  | Tomasz Bicki UKS Manta Kościerzyna      |
| Po powierzchni |                                           |                                      |                                         |
| 1600 metrów    | Michał Dramiński OSN Amfiprion Olecko     | Bartosz Smaruj UKS Delfinek Chodzież | (wystartowało jedynie dwóch zawodników) |

#### Kobiety
| Konkurencja    | Złoto                                                     | Srebro                                   | Brąz                                    |
| Bi-fins        |                                                           |                                          |                                         |
| 1600 metrów    | Kinga Chodyna OSN Amfiprion Olecko                        | Maja Czarnolewska UKS Delfinek Chodzież  | Anna Czarnolewska UKS Delfinek Chodzież |
| Po powierzchni |                                                           |                                          |                                         |
| 1600 metrów    | Katarzyna Truszczyńska-Gzyl UKS Tri-Sea Mewa Władysławowo | Aleksandra Kaszkiel OSN Amfiprion Olecko | (wystartowały jedynie dwie zawodniczki) |

#### Sztafety MIX
| Konkurencja  | Złoto                                                                                  | Srebro                                                                             | Brąz                                                                                        |
| Bi-fins      |                                                                                        |                                                                                    |                                                                                             |
| 4x400 metrów | OSN Amfiprion Olecko Aleksandra Kaszkiel Michał Dramiński Kacper Jurczak Kinga Chodyna | UKS Manta Kościerzyna Olga Guzińska Julia Greń Michał Koliński Szymon Kropidłowski | UKS Delfinek Chodzież Bartosz Smaruj Maja Czarnolewska Anna Czarnolewska Radosław Grabowski |

### Kategoria B

#### Chłopcy
| Konkurencja    | Złoto                                   | Srebro                                  | Brąz                                    |
| Bi-fins        |                                         |                                         |                                         |
| 1600 metrów    | Michał Koliński UKS Manta Kościerzyna   | Ryszard Dulniak Active Divers Warszawa  | Jakub Chmurzyński UKS Wodniacy Garczyn  |
| Po powierzchni |                                         |                                         |                                         |
| 1600 metrów    | (nikt nie wystartował na tym dystansie) | (nikt nie wystartował na tym dystansie) | (nikt nie wystartował na tym dystansie) |

#### Dziewczyny
| Konkurencja    | Złoto                                   | Srebro                                  | Brąz                                    |
| Bi-fins        |                                         |                                         |                                         |
| 1600 metrów    | Julia Greń UKS Manta Kościerzyna        | Zuzanna Stachurska UKS Delfin Jastarnia | (wystartowało jedynie dwóch zawodników) |
| Po powierzchni |                                         |                                         |                                         |
| 1600 metrów    | (nikt nie wystartował na tym dystansie) | (nikt nie wystartował na tym dystansie) | (nikt nie wystartował na tym dystansie) |

#### Sztafety MIX
| Konkurencja  | Złoto                                                                            | Srebro                                | Brąz                                  |
| Bi-fins      |                                                                                  |                                       |                                       |
| 4x400 metrów | UKS Delfin Jastarnia Zuzanna Stachurska Iga Narkowicz Oskar Margol Szymon Rzepko | (wystartowała jedynie jedna sztafeta) | (wystartowała jedynie jedna sztafeta) |

### Kategoria C

#### Chłopcy
| Konkurencja    | Złoto                               | Srebro                                   | Brąz                                    |
| Bi-fins        |                                     |                                          |                                         |
| 1200 metrów    | Oskar Margol UKS Delfin Jastarnia   | Radosław Grabowski UKS Delfinek Chodzież | Szymon Kreft Delfin Władysławowo        |
| Po powierzchni |                                     |                                          |                                         |
| 1200 metrów    | Kamil Pietras UKS Delfinek Chodzież | Dawid Stefanowski UKS Manta Kościerzyna  | (wystartowało jedynie dwóch zawodników) |

#### Dziewczyny
| Konkurencja    | Złoto                               | Srebro                                     | Brąz                                    |
| Bi-fins        |                                     |                                            |                                         |
| 1200 metrów    | Karolina Szalast UKS Tri-Team Rumia | Gabriela Biszewska OSN Amfiprion Olecko    | Maria Schutz UKS Wodniacy Garczyn       |
| Po powierzchni |                                     |                                            |                                         |
| 1200 metrów    | Olga Guzińska UKS Manta Kościerzyna | Michalina Pietraszak UKS Delfinek Chodzież | (wystartowały jedynie dwie zawodniczki) |

#### Sztafeta MIX
| Konkurencja  | Złoto                                                                                         | Srebro                                | Brąz                                  |
| Bi-fins      |                                                                                               |                                       |                                       |
| 4x400 metrów | UKS Delfinek Chodzież Aleksander Sporysz Michalina Pietraszak Nikola Nowakowska Kamil Pietras | (wystartowała jedynie jedna sztafeta) | (wystartowała jedynie jedna sztafeta) |

### Kategoria D

#### Chłopcy
| Konkurencja    | Złoto                                          | Srebro                                 | Brąz                                 |
| Bi-fins        |                                                |                                        |                                      |
| 800 metrów     | Karol Markiewicz UKS Tri-Sea Mewa Władysławowo | Marcin Humerczyk UKS Delfinek Chodzież | Wojciech Rzepko UKS Delfin Jastarnia |
| Po powierzchni |                                                |                                        |                                      |
| 800 metrów     | Hubert Ciamciak UKS Delfinek Chodzież          | (wystartował jednie jeden zawodnik)    | (wystartował jednie jeden zawodnik)  |

#### Dziewczyny
| Konkurencja    | Złoto                                   | Srebro                                | Brąz                                        |
| Bi-fins        |                                         |                                       |                                             |
| 800 metrów     | Olga Strzępka UKS Delfinek Chodzież     | Natalia Gembiak UKS Delfinek Chodzież | Nina Tartanus UKS Tri-Sea Mewa Władysławowo |
| Po powierzchni |                                         |                                       |                                             |
| 800 metrów     | Nikola Nowakowska UKS Delfinek Chodzież | Hanna Isakowicz UKS Delfin Jastarnia  | Anna Tarnowska UKS Wodniacy Garczyn         |

#### Sztafety MIX
| Konkurencja  | Złoto                                                                                | Srebro                                                                              | Brąz                                 |
| Bi-fins      |                                                                                      |                                                                                     |                                      |
| 4x400 metrów | UKS Delfinek Chodzież Marcin Humerczyk Natalia Gembiak Hubert Ciamciak Olga Strzępka | UKS Delfin Jastarnia Hanna Isakowicz Alicja Turzyńska Wojciech Rzepko Kacper Margol | (wystartowały jedynie dwie sztafety) |

### Kategoria E

#### Chłopcy
| Konkurencja    | Złoto                                       | Srebro                                   | Brąz                                      |
| Bi-fins        |                                             |                                          |                                           |
| 400 metrów     | Albert Konkel UKS Tri-Sea Mewa Władysławowo | Dawid Kropidłowski UKS Manta Kościerzyna | Jan Wysiecki UKS Manta Kościerzyna        |
| Po powierzchni |                                             |                                          |                                           |
| 400 metrów     | Kacper Rozgoński UKS Manta Kościerzyna      | Mateusz Studziński UKS Wodniacy Garczyn  | Szymon Kropidłowski UKS Manta Kościerzyna |

#### Dziewczyny
| Konkurencja    | Złoto                                    | Srebro                               | Brąz                                   |
| Bi-fins        |                                          |                                      |                                        |
| 400 metrów     | Dagmara Cieszyńska UKS Manta Kościerzyna | Alicja Kreft Delfin Władysławowo     | Lena Chmielewska UKS Manta Kościerzyna |
| Po powierzchni |                                          |                                      |                                        |
| 400 metrów     | Lidia Panuszko OSN Amfiprion Olecko      | Wiktoria Lellek UKS Wodniacy Garczyn | Monika Zarach UKS Wodniacy Garczyn     |

#### Sztafety MIX
| Konkurencja  | Złoto                                                                                     | Srebro                                | Brąz                                  |
| Bi-fins      |                                                                                           |                                       |                                       |
| 4x400 metrów | UKS Manta Kościerzyna Lena Chmielewska Dagmara Cieszyńska Jan Wysiecki Dawid Kropidłowski | (wystartowała jedynie jedna sztafeta) | (wystartowała jedynie jedna sztafeta) |